# Phanoperla omega
Phanoperla omega és una espècie d'insecte plecòpter pertanyent a la família dels pèrlids que es troba a les illes Filipines.